# Guillermo Vallori
Guillermo Juan Vallori (* 24. Juni 1982 in Palma) ist ein ehemaliger spanischer Fußballspieler.

## Karriere
Vallori spielte erst bei kleinen spanischen Clubs der dritten spanischen Liga wie PD Santa Eulalia und in der zweiten Mannschaft von RCD Mallorca. Der Abwehrspieler stand seit Beginn der Saison 2007/08 in der Schweizer Super-League beim Grasshopper Club Zürich unter Vertrag, wo er 141 Mal für den Schweizer Rekordmeister spielte und dabei sechs Tore erzielte. Sein letztes Tor gegen Servette FC Genève aus 70 Meter wurde als „irres“ bezeichnet. Im Januar 2012 wechselte er in die deutsche 2. Bundesliga zum TSV 1860 München. Für die Sechzger debütierte er am 22. Spieltag beim 2:1-Sieg gegen Fortuna Düsseldorf. Sein erstes Tor schoss er beim 2:1-Sieg gegen den MSV Duisburg, als er einen direkten Freistoß verwandelte.
Vallori, der aufgrund seiner beherzten und kompromisslosen Spielweise zum Publikumsliebling wurde, zeigte bei den Löwen konstant gute Leistungen, woraufhin im August 2012 sein Vertrag vorzeitig bis 2015 verlängert wurde. In der Spielzeit 2012/13 wurde er 31-mal eingesetzt, dabei gelangen ihm drei Tore. Im Sommer 2013 löste er Benjamin Lauth als Kapitän bei den Löwen ab.
Zur Saison 2016/17 kehrte Vallori nach Spanien zurück und schloss sich dem Drittligisten Atlético Baleares an. Er erhielt einen Vertrag bis 2018.